# 变分法
变分法（英語：variational calculus）是处理泛函的数学领域，和处理函数的普通微积分相对。譬如，这样的泛函可以通过未知函数的积分和它的导数来构造。变分法最终寻求的是极值函数：它们使得泛函取得极大或极小值。有些曲线上的经典问题采用这种形式表达：一个例子是最速降线，在重力作用下一个粒子沿着该路径可以在最短时间从点A到达不直接在它底下的一点B。在所有从A到B的曲线中必须极小化代表下降时间的表达式。
变分法的关键定理是欧拉－拉格朗日方程。它对应于泛函的临界点。在寻找函数的极大和极小值时，在一个解附近的微小变化的分析给出一阶的一个近似。它不能分辨是找到了最大值或者最小值（或者都不是）。
变分法在理论物理中非常重要：在拉格朗日力学中，以及在最小作用量原理在量子力学的应用中。变分法提供了有限元方法的数学基础，它是求解边界值问题的强力工具。它们也在材料学中研究材料平衡中大量使用。而在純粹數學中的例子有，黎曼在调和函数中使用狄利克雷原理。
同样的材料可以出现在不同的标题中，例如希尔伯特空间技术，莫尔斯理论，或者辛几何。变分一词用于所有极值泛函问题。微分几何中的测地线的研究是很显然的变分性质的领域。极小曲面（肥皂泡）上也有很多研究工作，称为普拉托问题。

## 历史
变分法可能是从约翰·伯努利（1696）提出最速曲线（brachistochrone curve）问题开始出现的。它立即引起了雅各布·伯努利和洛必达（Marquis de l'Hôpital）的注意。但欧拉首先详尽的阐述了这个问题。他的贡献始于1733年，他的《变分原理》（Elementa Calculi Variationum）寄予了这门科学这个名字。欧拉对这个理论的贡献非常大。
勒让德（1786）确定了一种方法，但在对极大和极小的区别不完全令人满意。牛顿和莱布尼茨也是在早期关注这一学科，对于这两者的区别Vincenzo Brunacci（1810）、高斯（1829）、泊松（1831）、Mikhail Ostrogradsky（1834）、和雅可比（1837）都曾做出过贡献。Sarrus（1842）的由柯西（1844）浓缩和修改的是一个重要的具有一般性的成就。Strauch（1849）、Jellett（1850）、Otto Hesse（1857）、Alfred Clebsch（1858）、和Carll（1885）写了一些其他有价值的论文和研究报告，但可能那个世纪最重要的成果是Weierstrass所取得的。他关于这个理论的著名教材是划时代的，并且他可能是第一个将变分法置于一个稳固而不容置疑的基础上的。1900年希尔伯特发表的23个问题中的第20和23个问题促进了其更深远的发展。
在20世纪希尔伯特、埃米·诺特、列奧尼達·托內利、昂利·勒貝格和雅克·阿达马等人做出重要贡献。Marston Morse将变分法应用在莫尔斯理论中。Lev Pontryagin、Ralph Rockafellar和Clarke广义变分法最优控制理论发展了新的数学工具。

## 欧拉-拉格朗日方程
在理想情形下，一函數的极大值及极小值會出現在其導數為{\displaystyle 0}的地方。同樣地，求解變分問題時也可以先求解相關的欧拉-拉格朗日方程。以下以尋找連接平面上兩點{\displaystyle (x_{1},y_{1})}和{\displaystyle (x_{2},y_{2})}最短曲線的例子，說明求解的過程。曲線的長度為
{\displaystyle A[f]=\int _{x_{1}}^{x_{2}}{\sqrt {1+[f'(x)]^{2}}}\,dx}
其中
{\displaystyle f'(x)={\frac {df}{dx}},\,} {\displaystyle f(x_{1})=y_{1},\,} {\displaystyle f(x_{2})=y_{2}\,}。
函數{\displaystyle f}至少需為一階可微的函數。若{\displaystyle f_{0}}是一個局部最小值，而{\displaystyle f_{1}}是一個在端點{\displaystyle x_{1}}及{\displaystyle x_{2}}取值为零并且至少有一階導數的函數，則可得到以下的式子
{\displaystyle A[f_{0}]\leq A[f_{0}+\epsilon f_{1}]}
其中{\displaystyle \epsilon }為任意接近{\displaystyle 0}的數字。
因此{\displaystyle A[f_{0}+\epsilon f_{1}]}對{\displaystyle \epsilon }的導數（A的一階導數）在{\displaystyle \epsilon =0}時必為{\displaystyle 0}：
{\displaystyle {\frac {d}{d\epsilon }}\int _{x_{1}}^{x_{2}}\left.{\sqrt {1+[f_{0}'(x)+\epsilon f_{1}'(x)]^{2}}}dx\right|_{\epsilon =0}=\int _{x_{1}}^{x_{2}}\left.{\frac {(f_{0}'(x)+\epsilon f_{1}'(x))f_{1}'(x)}{\sqrt {1+[f_{0}'(x)+\epsilon f_{1}'(x)]^{2}}}}\right|_{\epsilon =0}dx=\int _{x_{1}}^{x_{2}}{\frac {f_{0}'(x)f_{1}'(x)}{\sqrt {1+[f_{0}'(x)]^{2}}}}\,dx=0}
此條件可視為在可微分函數的空間中，{\displaystyle A[f_{0}]}在各方向的導數均為{\displaystyle 0}。若假設{\displaystyle f_{0}}二階可微（或至少弱微分存在），則利用分部積分法可得
{\displaystyle \int _{x_{1}}^{x_{2}}f_{1}(x){\frac {d}{dx}}\left[{\frac {f_{0}'(x)}{\sqrt {1+[f_{0}'(x)]^{2}}}}\right]\,dx=0,}
其中{\displaystyle f_{1}}為在兩端點皆為0的任意二階可微函數。這是變分法基本引理的一個特例：
{\displaystyle I=\int _{x_{1}}^{x_{2}}f_{1}(x)H(x)dx=0}，
其中{\displaystyle f_{1}}為在兩端點皆為{\displaystyle 0}的任意可微函數。
若存在{\displaystyle x={\hat {x}}}使{\displaystyle H(x)>0}，則在{\displaystyle {\hat {x}}}周圍有一區間的H也是正值。可以選擇{\displaystyle f_{1}}在此區間外為{\displaystyle 0}，在此區間內為非負值，因此{\displaystyle I>0}，和前提不合。若存在{\displaystyle x={\hat {x}}}使{\displaystyle H(x)<0}，也可證得類似的結果。因此可得到以下的結論：
{\displaystyle {\frac {d}{dx}}\left[{\frac {f_{0}'(x)}{\sqrt {1+[f_{0}'(x)]^{2}}}}\right]=0}，
由結論可推得下式：
{\displaystyle {\frac {d^{2}f_{0}}{dx^{2}}}=0}，
因此兩點間最短曲線為一直線。
在一般情形下，則需考慮以下的計算式
{\displaystyle A[f]=\int _{x_{1}}^{x_{2}}L(x,f,f')dx}，
其中{\displaystyle f}需有二階連續的導函數。在這種情形下，拉格朗日量{\displaystyle L}在極值{\displaystyle f_{0}}处滿足欧拉-拉格朗日方程
{\displaystyle -{\frac {d}{dx}}{\frac {\partial L}{\partial f'}}+{\frac {\partial L}{\partial f}}=0}，
不過在此處，欧拉-拉格朗日方程只是有極值的必要條件，並不是充分條件。

## 費馬原理
費馬原理指出：光會沿着兩端點之間所需光程最短的路徑前進。假設{\displaystyle y=f(x)}為光的路徑，則光程可以下式表示：
{\displaystyle A[f]=\int _{x=x_{0}}^{x_{1}}n(x,f(x)){\sqrt {1+f'(x)^{2}}}dx}，
其中折射率{\displaystyle n(x,y)}依材料特性而定。
若選擇{\displaystyle f(x)=f_{0}(x)+\epsilon f_{1}(x)}，則{\displaystyle A}的一階導數（{\displaystyle A}對{\displaystyle \epsilon }的微分）為：
{\displaystyle \delta A[f_{0},f_{1}]=\int _{x=x_{0}}^{x_{1}}\left[{\frac {n(x,f_{0})f_{0}'(x)f_{1}'(x)}{\sqrt {1+f_{0}'(x)^{2}}}}+n_{y}(x,f_{0})f_{1}{\sqrt {1+f_{0}'(x)^{2}}}\right]dx}，
將括號中的第一項用分部積分處理，可得歐拉-拉格朗日方程
{\displaystyle -{\frac {d}{dx}}\left[{\frac {n(x,f_{0})f_{0}'}{\sqrt {1+f_{0}'^{2}}}}\right]+n_{y}(x,f_{0}){\sqrt {1+f_{0}'(x)^{2}}}=0}。
光線的路徑可由上述的積分式而得。

### 斯乃爾定律
當光進入或離開透鏡面時，折射率會有不連續的變化。考慮
{\displaystyle n(x,y)=n_{-}\quad {\hbox{if}}\quad x<0}，
{\displaystyle n(x,y)=n_{+}\quad {\hbox{if}}\quad x>0}，
其中{\displaystyle n_{-}}和{\displaystyle n_{+}}是常數。在{\displaystyle x<0}或{\displaystyle x>0}的區域，歐拉-拉格朗日方程均和以上描述的相同。因為折射率在二個區域均為定值，在二個區域光都以直線前進。而在{\displaystyle x=0}的位置，{\displaystyle f}必須連續，不過{\displaystyle f'}可以不連續。在上述二個區域用分部積分的方式解歐拉-拉格朗日方程，則其變分量為
{\displaystyle \delta A[f_{0},f_{1}]=f_{1}(0)\left[n_{-}{\frac {f_{0}'(0_{-})}{\sqrt {1+f_{0}'(0_{-})^{2}}}}-n_{+}{\frac {f_{0}'(0_{+})}{\sqrt {1+f_{0}'(0_{+})^{2}}}}\right]}。
和{\displaystyle n_{-}}相乘的係數是入射角的正弦值，和{\displaystyle n_{+}}相乘的係數則是折射角的正弦值。若依照斯涅爾定律，上述二項的乘積相等，因此上述的變分量為0。因此斯涅爾定律所得的路徑也就是要求光程一階變分量為0的路徑。

### 費馬原理在三維下的形式
費馬原理可以用向量的形式表示：令{\displaystyle X=(x_{1},x_{2},x_{3})}，而t為其參數，{\displaystyle X(t)}是曲線{\displaystyle C}參數化的表示，而令{\displaystyle {\dot {X}}(t)}為其法線向量。因此在曲線上的光程長為
{\displaystyle A[C]=\int _{t=t_{0}}^{t_{1}}n(X){\sqrt {{\dot {X}}\cdot {\dot {X}}}}dt}。
上述積分和{\displaystyle t}無關，因此也和{\displaystyle C}的參數表示方式無關。使曲線最短的歐拉-拉格朗日方程有以下的對稱形式
{\displaystyle {\frac {d}{dt}}P={\sqrt {{\dot {X}}\cdot {\dot {X}}}}\nabla n}，
其中
{\displaystyle P={\frac {n(X){\dot {X}}}{\sqrt {{\dot {X}}\cdot {\dot {X}}}}}}。
依P的定義可得下式
{\displaystyle P\cdot P=n(X)^{2}}。
因此上述積分可改為下式
{\displaystyle A[C]=\int _{t=t_{0}}^{t_{1}}P\cdot {\dot {X}}\,dt}。
依照上式，若可以找到一個函數{\displaystyle \psi }，其梯度为{\displaystyle P}，則以上的積分{\displaystyle A}就可以由在積分端點上{\displaystyle \psi }的差求得。以上求解曲線使積分量不變的問題就和{\displaystyle \psi }的level surface有關。為了要找到滿足此條件的函數{\displaystyle \psi }，需要對控制光線傳動的波動方程式進行進一步的研究。

## 應用
最优控制的理论是变分法的一个推广。

## 参看
- 变分分析
- 等周不等式
- 变分原理
- 費馬原理
- 最小作用量原理
- 无穷维优化（英语：Infinite-dimensional optimization）
- 泛函分析
- 微扰法